# Isla Caballo (ö i Costa Rica)
Isla Caballo är en ö i Costa Rica.   Den ligger i provinsen Puntarenas, i den västra delen av landet, 100 km väster om huvudstaden San José. Arean är 3,9 kvadratkilometer.
Terrängen på Isla Caballo är platt. Öns högsta punkt är 169 meter över havet. Den sträcker sig 1,9 kilometer i nord-sydlig riktning, och 6,1 kilometer i öst-västlig riktning.